# Luigi Sansonetti
Luigi Sansonetti (Roma, 22 de fevereiro de 1888 – Roma, 7 de novembro de 1959) foi um oficial naval italiano que serviu na Marinha Real e depois na Marinha Militar Italiana e que lutou na Primeira e Segunda Guerra Mundial. 

## Biografia
Sansonetti nasceu em Roma no dia 22 de fevereiro de 1888. Ele entrou na Academia Naval em 1905 e se formou três anos depois como guarda-marinha. Lutou na Guerra Ítalo-Turca como subtenente e ganhou uma Medalha de Bronze de Valor Militar por liderar uma companhia de marinheiros nos desembarques em Trípoli. Foi promovido a tenente em 1914 e, durante a Primeira Guerra Mundial, serviu no Comando da Esquadra de Batalha e depois comandou um barco torpedeiro no Mar Adriático.
Ele comandou navios e depois flotilhas e esquadras de contratorpedeiros nas décadas de 1920 e 1930. Foi promovido a capitão de corveta em 1922, capitão de fragata em 1926 e capitão em 1932. Trabalhou no escritório de imprensa do governo de 1932 a 1933, enquanto em 1934 foi nomeado Chefe do Estado-Maior do Departamento Naval de Tarento. Sansonetti comandou o cruzador pesado Fiume de 1935 a 1936, participando da intervenção italiana na Guerra Civil Espanhola. Depois disso atuou no estado-maior da Marinha Real Italiana, sendo promovido a contra-almirante em 1938 e almirante de divisão em 1939.
Sansonetti foi nomeado comandante da 7ª Divisão em agosto de 1939, tendo o cruzador rápido Eugenio di Savoia como sua capitânia. A Itália entrou na Segunda Guerra Mundial em junho de 1940 e um mês depois Sansonetti comandou seus navios durante a Batalha da Calábria. Em agosto foi colocado no comando da 3ª Divisão a bordo do cruzador pesado Trieste, tendo nesta função lutado na Batalha do Cabo Spartivento e na Batalha do Cabo Matapão. Por suas ações nesse período, foi condecorado com a Ordem Militar de Saboia e a Medalha de Prata de Valor Militar, além da Cruz de Ferro alemã.
Tornou-se Vice-Chefe do Estado-Maior da Marinha Real em julho de 1941 e desempenhou um grande papel no planejamento das estratégias marítimas pelos dois anos seguintes, especialmente nos comboios para a Campanha Norte-Africana. A Itália se rendeu em setembro de 1943 e Sansonetti assumiu provisoriamente o comando das forças navais italianas, direcionando pelos dias seguintes todas as embarcações da Marinha Real sobre como cumprirem os termos do armistício. Ele deixou Roma a pé no final do mês e seguiu para Brindisi, onde voltou a assumir suas funções de Vice-Chefe do Estado-Maior.
Sansonetti tornou-se o presidente do Alto Conselho da Marinha em abril de 1944, cargo que exerceu até fevereiro de 1951, quando se aposentou. Ele morreu em Roma no dia 7 de novembro de 1959, depois de cair de um cavalo.